# Edik' Sajaia
Edik' Avtandilis Dze Sajaia (in georgiano ედიკ ავთანდილის ძე საჯაია?; 16 febbraio 1981) è un ex calciatore georgiano, di ruolo difensore.

## Carriera

### Club
Durante la sua carriera ha giocato con numerose squadre di club, tra cui il Volga Nižnij Novgorod.

### Nazionale
Conta 9 presenze con la Nazionale georgiana.